# Feminisme postcolonial
El feminisme postcolonial és un corrent del feminisme que proposa abandonar les coordenades etnocèntriques occidentals del feminisme tradicional i incorporar perspectives com la raça o la cultura a la definició de gènere. Està relacionat amb el feminisme postestructuralista. Reivindica també una definició del moviment feminista a països en desenvolupament que parteixi de les vivències de les dones de cada país i que no sigui una simple importació del feminisme europeu i estatunidenc.

## Característiques

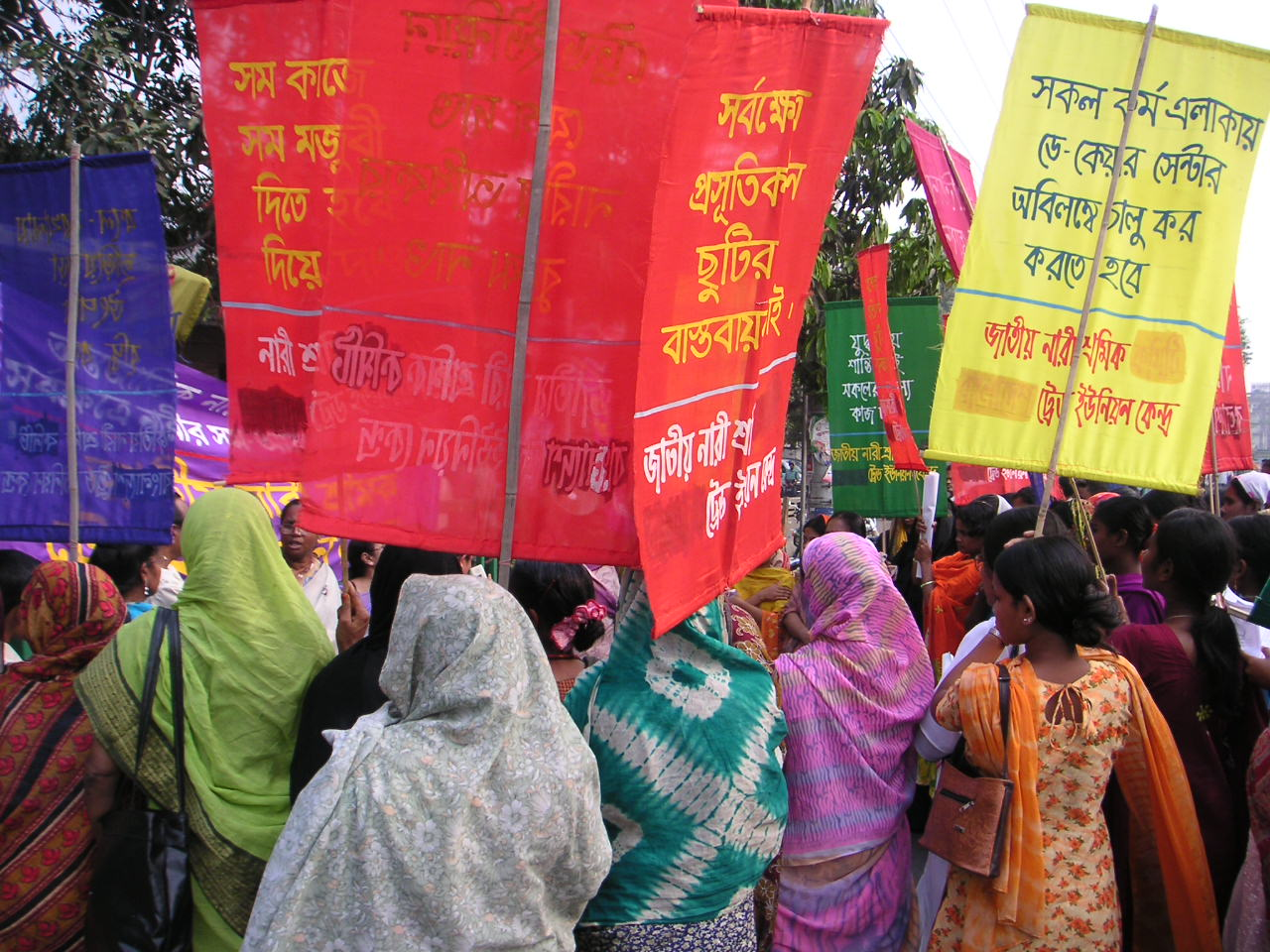
Manifestació feminista a Dhaka (Bangladesh).

El feminisme postcolonial sorgeix en el marc de la tercera onada de teoria feminista, la qual explicava que la identitat era múltiple i que el gènere ni era dual ni era una variable estàtica, entre altres posicionaments. Aquesta onada fa èmfasi en la diferència dins del moviment feminista, que no pot ser vist com un bloc sinó que ha de tenir en compte els posicionaments regionals, religiosos, culturals, històrics i personals.
La dona dels països del Tercer Món pateix una doble discriminació, pel fet de ser dona i per la situació d'abús fruit del colonialisme, que col·loca determinades comunitats en inferioritat per al discurs global. En aquest sentit, no es pot deslligar la lluita de classes i de país de la de gènere, si es vol assolir la plena equitat. La identitat d'aquestes dones i els seus problemes quotidians són diferents als del feminisme tradicional, de base occidental. Es denuncia que s'ha volgut imposar l'experiència de les dones occidentals com si fos l'única possible o quelcom universal, caient novament en una opressió. Per això una de les lluites del moviment passa per la redefinició dels conceptes claus del feminisme i dels seus objectius.

## Crítiques

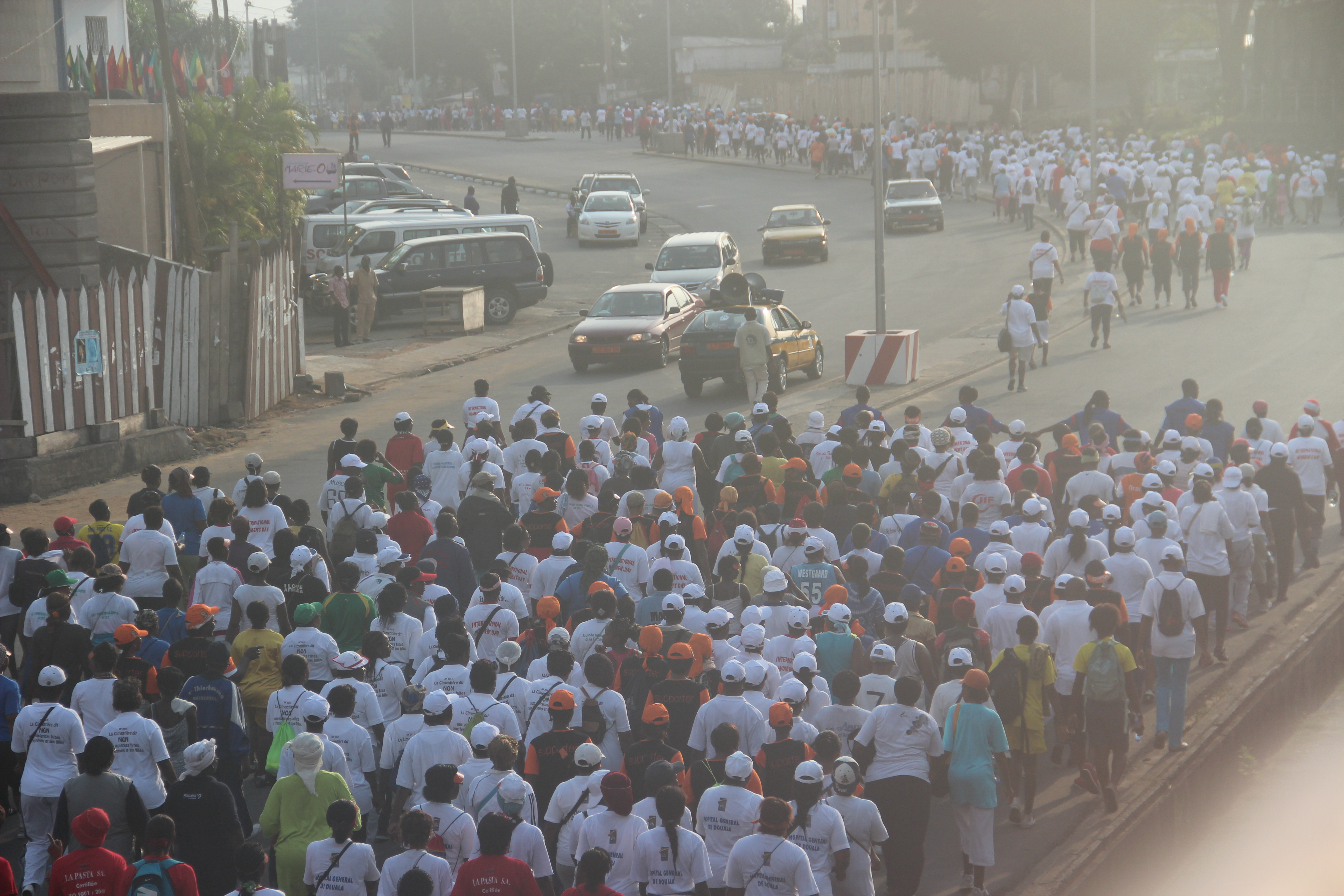
Dia Internacional de la Dona a Douala (Camerun).

Les crítiques al moviment proclamen que ja des de la seva definició a la contra del feminisme occidental s'hi estan supeditant, no sent un corrent autònom. També hi ha veus que afirmen que aquests moviments divideixen la causa feminista global i afebleixen les reivindicacions de les dones. Consideren que s'hauria de fer èmfasi en la unitat, allò que tenen en comú totes les dones del planeta pel fet de ser dones, i no tant en les diferències grupals o individuals. La lluita contra el patriarcat mundial hauria de ser el punt de trobada entre els diferents corrents feministes.

## Figures destacades
- Alice Walker, escriptora que reivindica la noció de raça com a clau per definir la pròpia identitat
- Chandra Talpade Mohanty, assagista que critica l'assumpció que el moviment feminista als països no occidental és un tot homogeni, així com l'etnocentrisme del feminisme tradicional
- Sarojini Sahoo, autora que reivindica una nova sexualitat com a clau per entendre el feminisme oriental i que afirma que no es pot dirigir contra l'home, a qui també cal alliberar dels estereotips de gènere
- Audre Lorde, escriptora que va lligar la lluita feminista a la lluita de classe i racial